# Maurice Auslander
Maurice Auslander (* 3. August 1926 in Brooklyn; † 18. November 1994 in Trondheim) war ein US-amerikanischer Mathematiker, der sich mit Algebra befasste.

## Leben
Auslander studierte an der Columbia University mit dem Bachelor-Abschluss 1949 und wurde 1954 bei Robert L. Taylor promoviert mit einer Dissertation in Gruppentheorie (Relative cohomology theory of groups and continuations of homomorphisms). Schon vorher wurde er 1953 Instructor an der University of Chicago und danach an der University of Michigan. 1956/57 war er am Institute for Advanced Study. 1957 wurde er Assistant Professor und 1960 Associate Professor an der Brandeis University und stand 1960/61 der Mathematikfakultät vor. 1961/62 war er Gastwissenschaftler an der Universität Paris. 1963 wurde er Professor an der Brandeis University, was er bis zu seinem Tod an Krebs 1994 blieb. Seit 1992 war er auch Adjunct Professor an der Universität Trondheim, die er regelmäßig seit 1978 besuchte.
Er war an zahlreichen Universitäten weltweit als Gastprofessor und Gastwissenschaftler, z. B. in Mexiko, Uruguay und China und in Deutschland in Bielefeld und Paderborn.
Auslander befasste sich mit Darstellungstheorie von Algebren, Kommutativer und Homologischer Algebra.
Er arbeitete unter anderem mit David Buchsbaum zusammen (zuerst 1957) und mit Idun Reiten (Auslander-Reiten-Theorie, Auslander-Reiten-Köcher und Auslander-Reiten-Folgen (=fast zerfallende Folgen) in den 1970er Jahren).
Er war Invited Speaker auf dem Internationalen Mathematikerkongress in Stockholm 1962 (Modules over unramified regular local rings) und in Berkeley 1986 (The what, where and why of almost split sequences).
1963/64 war er Sloan Research Fellow und 1978/79 Guggenheim Fellow. 1994 erhielt er einen Humboldt-Forschungspreis. Er war Mitglied der American Academy of Arts and Sciences (1971) und der Königlich Norwegischen Gesellschaft der Wissenschaft.
Zu seinen Doktoranden zählen Victor J. Katz, Sverre Smalø, Mark Bridger, Gordana Todorov, Lucien Szpiro (Zweitreferent, in Paris).
Sein Bruder Louis Auslander war ebenfalls Mathematiker.

## Schriften
- Idun Reiten, Sverre Smalø, Oyvind Solberg (Herausgeber) Selected works of Maurice Auslander, 2 Bände, American Mathematical Society 1999
- mit David Buchsbaum Homological dimension in Noetherian rings, Transactions of the American Mathematical Society, Band 85, 1957, S. 390–405.
- Modules over unramified regular local rings, Illinois J. Math., Band 5, 1961, S. 631–647.
- mit Mark Bridger Stable module theory, American Mathematical Society 1969
- mit Buchsbaum Groups, rings, modules, Harper and Row 1974
- Auslander, Reiten, Sverre O. Smalø Representation theory of Artin algebras, Cambridge Studies in Advanced Mathematics, 36, Cambridge University Press, 1997
- mit Reiten Representation theory of Artin algebras. III. Almost split sequences, Communications in Algebra, Band 3, 1975, S. 239–294.